# 2022 ISA World Junior Surfing Championship
El 2022 ISA World Junior Surfing Championship se llevó a cabo frente a las olas de La Bocana y El Sunzal en Surf City en El Salvador, del 27 de mayo al 5 de junio de 2022. Fue la 18.ª edición del evento y fue organizado por la Asociación Internacional de Surf (ISA).

## Resumen de medallas

### Medallistas

#### Menores de 18
| Evento    | Oro                             | Plata                           | Bronce                       |
| --------- | ------------------------------- | ------------------------------- | ---------------------------- |
| Masculino | Luke Swanson · Estados Unidos   | Shion Crawford · Estados Unidos | Luke Thompson · Sudáfrica    |
| Femenino  | Eweleiula Wong · Estados Unidos | Lucía Machado · España          | Hina-Maria Conradi · Francia |

#### Menores de 16
| Evento    | Oro                        | Plata                            | Bronce                     |
| --------- | -------------------------- | -------------------------------- | -------------------------- |
| Masculino | Willis Droomer · Australia | Iñigo Madina · Francia           | Luke Tema · Estados Unidos |
| Femenino  | Erin Brooks · Canadá       | Bella Kenworthy · Estados Unidos | Mirai Ikeda · Japón        |

### Tabla de medallas
| Núm. | País           | Oro | Plata | Bronce | Total |
| ---- | -------------- | --- | ----- | ------ | ----- |
| 1    | Estados Unidos | 2   | 2     | 1      | 5     |
| 2    | Australia      | 1   | 0     | 0      | 1     |
| 2    | Canadá         | 1   | 0     | 0      | 1     |
| 4    | Francia        | 0   | 1     | 1      | 2     |
| 5    | España         | 0   | 1     | 0      | 1     |
| 7    | Japón          | 0   | 0     | 1      | 1     |
| 7    | Sudáfrica      | 0   | 0     | 1      | 1     |
|      | TOTAL          | 4   | 4     | 4      | 12    |